# Лупасове
Лу́пасове (раніше — Погуляйщина) — село в Україні, у Корюківській міській громаді Корюківського району Чернігівської області. Населення становить 109 осіб. До 2020 орган місцевого самоврядування — Охрамієвицька сільська рада.

## Географія
Село розташоване на річці Селище за 31 км від районного центру і залізничної станції Корюківка та за 10 км від селищної ради. Висота над рівнем моря — 152 м.

## Топоніміка
Спочатку село називалось Погуляйщина, але ця назва не витримала перевірки часом, і тому село назвали в честь його першого поселенця Лупаса Макара.

## Історія
У Національній книзі пам'яті жертв Голодомору 1932—1933 років в Україні перелічено 1 людину, яка померла від голоду на хуторі Первомайськ, який на сьогодні входить до складу Лупасового.
У Другій світовій війні на фронті та у партизанському русі брали участь 232 мешканців села, 129 з яких загинули.
12 червня 2020 року, відповідно до розпорядження Кабінету Міністрів України № 730-р «Про визначення адміністративних центрів та затвердження територій територіальних громад Чернігівської області», увійшло до складу Корюківської міської громади.
19 липня 2020 року, в результаті адміністративно-територіальної реформи та ліквідації колишнього Корюківського району, село увійшло до складу новоутвореного Корюківського району.

## Відомі особистості
В поселенні народився:
- Халіман Ігор Федорович (1961—2015) — український публіцист і краєзнавець.